# Dramatörerna
Dramatörerna är en teatergrupp i Växjö, bildad 1979. Gruppens första uppsättning var Evertz Arnessons Fönster mot det förflutna, som involverade 150 personer och spelades 1979 på Kronobergs slott, varefter ett 40-tal skådespelare bildade den ideella föreningen Dramatörerna. År 2013 satte gruppen upp sin tjugonde produktion, Nöd och lust av Therese Willstedt, i Växjö konserthus källare.